# Aksana Danilčyk
Aksana Danilčyk, in bielorusso  Аксана Аляксееўна Данільчык? (Minsk, 15 novembre 1970), è una poetessa, traduttrice e letterata bielorussa.

## Biografia
Nata nel 1970 a Minsk, si è laureata in Lettere nel 1993 presso l’Università Statale Bielorussa. Dottoressa di ricerca in Letteratura (bielorussa e italiana, 2002). Ha studiato la lingua e cultura italiana presso l’Università per stranieri di Perugia. Ha pubblicato diversi articoli e saggi sulla letteratura, la monografia "ESSENTIA HOMINIS: Il concetto di uomo nella narrativa bielorussa e italiana sulla Seconda guerra mondiale" (2022).
Ha tradotto in bielorusso De volgari eloquentia di Dante Alighieri, I Sepolcri di Ugo Foscolo, Del principe e delle lettere di Vittorio Alfieri ecc. nonché alcuni scrittori italiani contemporanei: Aldo Onorati, Giuseppe Manfridi, Carla Forno e altri.
Le sue poesie sono state tradotte in inglese, italiano, lituano,  polacco, russo, ucraino.  
Nel 2019 presso Edizioni Controluce è stato pubblicato il suo libro di poesie scelte “Il canto del ghiaccio” in lingua italiana.
Vincitrice del premio "L'apostrofo d'oro" della rivista "Dziejaslou" per la migliore pubblicazione poetica del 2021.

## Opere
- “Aбрыс Скарпіёна” (L’immagine dello Scorpione, 1996)
- “IL MEZZOGIORNO. Поўдзень” (2006)
- “Сон, які немагчыма забараніць” (Il sogno che non si può proibire, 2011)
- “Блюмэнштрасэ” (Blumenstrasse, e-book, 2018).
- “Павуцінка на агрэсце”(La ragnatela sull’uva spina, 2005, libro di poesie per  bambini).
- "Час знешняй адсутнасці" (Il tempo dell'assenza esterna, 2024).
- Il canto del ghiaccio. – Edizioni Controluce, 2019.

## Antologie
Larisa Poutsileva (a cura di), Il carro dorato del sole. Antologia della poesia bielorussa del XX secolo. Con testi di Jakub Kolas, Janka Kupala, Maksim Bahdanovič, Uladzimir Duboǔka, Natallja Arsenneva, Maksim Tank, Ales’ Razanaǔ, Jan Čykvin, Anatol Sys, Aksana Danilčyk, Andrei Chadanovič e altri, Forlì, CartaCanta, 2020, ISBN 978-8885568655

## Interviste
1. Aksana Danilčyk: un itinerario poetico. Intervista. https://www.eroicafenice.com/libri/aksana-danilcyk-un-itinerario-poetico/
2. "La ragnatela sull'uva spina": Intervista ad Aksana Danilčyk fatta da Jaroslava Khomenko (11.04.2021). http://www.linzafrenelya.co.ua/Danylchyk_it.html